# Xavier Rush
Pour les articles homonymes, voir Rush.

a Compétitions nationales et continentales officielles uniquement.

b Matchs officiels uniquement.
Dernière mise à jour le 12 décembre 2018.
Xavier Joseph Rush, né le 13 juillet 1977 à Auckland, est un joueur de rugby à XV néo-zélandais évoluant au poste de troisième ligne centre (1,88 m pour 108 kg). Il a joué avec les All-Blacks et dans le Super 12 avec les Auckland Blues. Il termine sa carrière avec les Cardiff Blues entre 2005 et 2012.

## Carrière

### Club et Province
- 1997-2005 : Auckland Blues et province de Auckland
- 2005-2012 : Cardiff Blues

Il a disputé dix matchs de Super 12 en 2004 et onze en 2005.
Rush a joué quatre matchs de Coupe d'Europe de rugby à XV avec les Cardiff Blues sur la saison 2005-2006.

### En équipe nationale
Il a disputé son premier test match le 29 août 1998 contre l'équipe d'Australie et le dernier contre l'équipe d'Afrique du Sud, le 14 août 2004.

## Palmarès

### Club et province
- Champion NPC en 2002 et 2003
- Vainqueur du Super 12 en 1997 et 2003
- 88 matchs de Super 12 avec les Blues

### Équipe nationale
- Nombre de matchs avec les Blacks : 8
- Matchs avec les Blacks par année : 1 en 1998, 7 en 2004